# Discocyrtus clarus
Discocyrtus clarus is een hooiwagen uit de familie Gonyleptidae.